# Residencial Terzetto
Residencial Terzetto o Torre Terzetto es el edificio más alto de la ciudad de Aguascalientes desde 2007 cuando terminó su construcción. El proyecto original contemplaba la construcción de tres torres iguales pero solo se logró concretar una. El diseño fue llevado a cabo por Arditti Arquitectos. La torre además de las unidades habitacionales, tiene un vestíbulo, un centro de negocios y en su último nivel áreas recreativas y deportivas como: Gimnasio, Salón VIP, piscina cubierta y terraza con un mirador.